# Arthur Brown (football)
Pour les articles homonymes, voir Arthur Brown et Brown.
Arthur Samuel Brown (né le 6 avril 1885 à Gainsborough en Angleterre et mort le 27 juin 1944) était un joueur de football anglais.

## Palmarès
Sheffield United FC
- Meilleur buteur du Championnat d'Angleterre de football (1) :
  - 1905: 22 buts.